# Appenzeller Bahnen

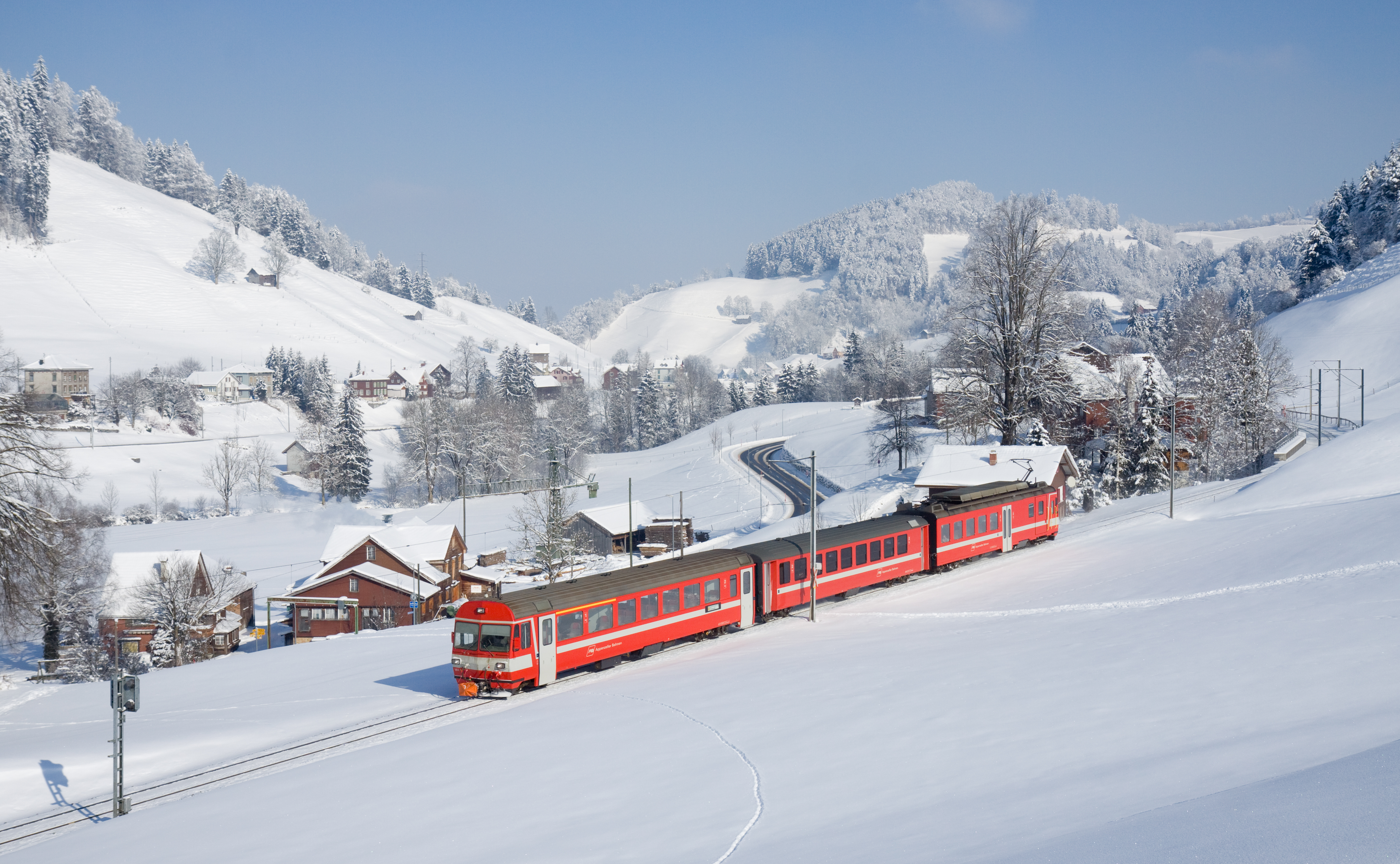
Un train de la compagnie passant à Urnäsch sur la liaison Wasserauen - Gossau SG.

Les Appenzeller Bahnen (AB) (en allemand, chemins de fer d'Appenzell en français) sont une entreprise ferroviaire suisse dont les actionnaires principaux sont la Confédération (39%), le canton d'Appenzell Rhodes-Extérieures, le canton de Saint-Gall (22%) et diverses communes liées aux réseaux. Le réseau est à voie métrique.
À la suite d'une étude de faisabilité, les actionnaires de la compagnie ont accepté le 11 juin 2021, la fusion avec la compagnie Frauenfeld-Wil-Bahn. Les actionnaires de cette dernière ont également accepté la fusion lors de leur assemblée générale du 17 juin 2021. La fusion est rétrospectivement au 1er janvier 2021. L'AB reprendra l'actif et le passif de la FWB.

## Historique
La compagnie actuelle est née de la fusion en 1988, de l'ancienne Appenzeller Bahn, de la Säntis Bahn, de la Saint-Gall-Gais-Appenzell et de la Altstätten-Gais. En janvier 2006, la compagnie fusionne avec la Trogenerbahn, la Rorschach-Heiden-Bergbahn (RHB) et la Bergbahn Rheineck-Walzenhausen (RhW).

### Appenzeller Bahnen (AB)
La commune de Herisau, capitale du canton d'Appenzell Rhodes-Extérieures se retrouvant en dehors de la ligne Winterthour - Saint-Gall, la Société suisse pour les chemins de fer locaux fut maître d'œuvre pour la construction de la ligne Winkeln - Herisau, ouverte à l'exploitation, le 12 mars 1875. Le 20 septembre de la même année, les trains circulaient jusqu'à Urnäsch. Malheureusement la liaison vers Appenzell, capitale du canton d'Appenzell Rhodes-Intérieures ne fut réalisée que 11 ans plus tard, le 28.10.1886, par la nouvelle compagnie créée en 1885, la Compagnie du Chemin de fer d'Appenzell (AB).
En 1910, la ville de Herisau fut reliée à la ville de Saint-Gall par la compagnie Bodensee Toggenburg Bahn ce qui entraîna l'abandon du tronçon Herisau-Winkeln, tandis que l'Appenzeller Bahn construisait en 1913 la liaison de Herisau à Gossau, importante gare sur la ligne nationale Saint-Gall - Zurich,.

### Säntis Bahn (SB)
À cette période du début du siècle, la compagnie envisageait d'ouvrir une ligne de chemin de fer, depuis Appenzell vers le Säntis mais seule une partie fut réalisée jusqu'à Wasserauen (13.7.1912) car la construction du téléphérique du Säntis près de Urnäsch, mit fin à ce projet. La compagnie SB fusionne avec l'Appenzeller Bahn en 1947.

### Saint-Gall-Gais-Appenzell (SGA)
Les premiers efforts en vue de la construction d'un chemin de fer reliant directement la ville de Saint-Gall à celle d'Appenzell remontent à 1882. Au début, il était envisagé la création d'une ligne de tramway. Le 1er octobre 1889, la ligne à voie métrique Saint-Gall - Gais fut ouverte à l'exploitation puis prolongée jusqu'à Appenzell le 1er juillet 1904. Une autre compagnie l'Altstätten-Gais (AG) construisit la liaison de Gais vers Altstätten. Elle fut inaugurée le 17 novembre 1911 et en 1949 l'AG fusionne avec la SGA.
Les différents réseaux furent électrifiés entre 1931 et 1933 et de 1966 à 1988, toutes les installations furent remises à neuf.

### Rorschach-Heiden Bahn (RHB)
Le RHB part de Rorschach, sur les bords du Lac de Constance vers Heiden, en gravissant des pentes abruptes. Avec les Chemins de fer du Rigi, il est l'une des plus anciennes lignes de montagne de Suisse. Le réseau est à voie normale (1 435 mm) et à crémaillère, sa mise en exploitation date du 6 septembre 1875 et son électrification de 1930. Essentiellement au service du transport de personnes, la compagnie, propriétaire d'une carrière à Wienacht, utilisa durant de longues années sa ligne pour le transport des matériaux,.

### Rheineck-Walzenhausen (RhW)

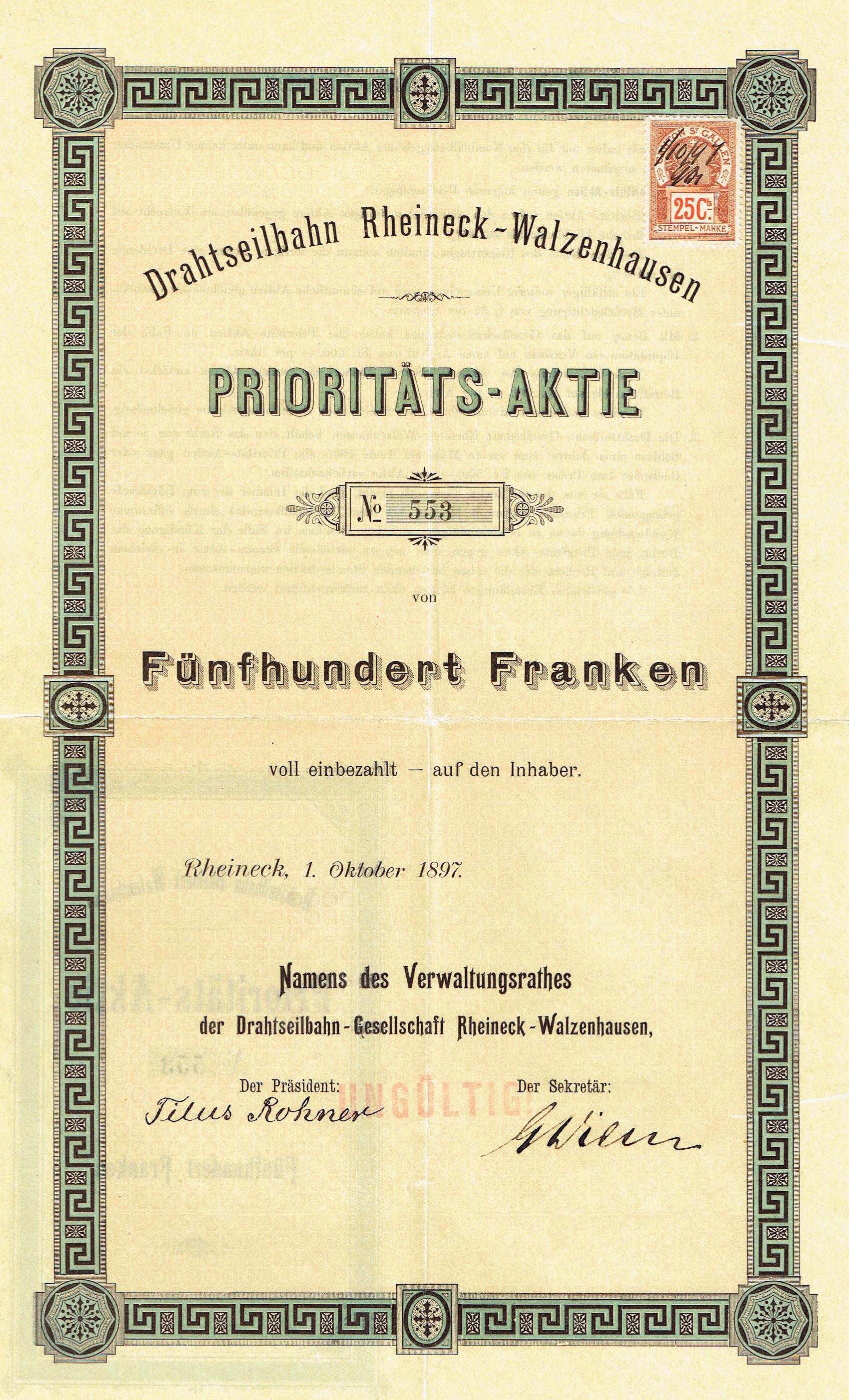
Action de la compagnie Drahtseilbahn Rheineck-Walzenhausen en date du 1 Octobre 1897.

Le RhW est un chemin de fer de montagne à crémaillère, système Riggenbach, à voie étroite unique en Suisse (1 200 mm), pour une longueur de 1,9 km, et une pente de 253 ‰. Il conduit les passagers de la commune de Rheineck près du Lac de Constance jusqu'à Walzenhausen dans l'avant pays d'Appenzell. Au début de son exploitation (27 juin 1896), la ligne était desservie par un Funiculaire, utilisant un système de contrepoids d'eau et qui fut remplacé en 1909 par un train à crémaillère. La ligne fut électrifiée en 1958. La compagnie a fusionné avec l'Appenzeller Bahnen en 2006.
La ligne à écartement normal (1 435 mm) entre Rorschach et Rheineck a été mise en exploitation, le 25 août 1857. Cette ligne appartient aux CFF.
Cette ligne est exploitée avec un seul véhicule, la motrice BDeh 1/2 Liseli de 1958. En septembre 2022 la compagnie AB et Stadler Rail ont signé le contrat pour le remplacement du véhicule actuel âgé de plus de 60 ans. Ce nouveau véhicule à crémaillère et à adhérence, sera équipé de la solution CBTC (Communications-based Train Control) de Stadler, pour un fonctionnement automatisé. La mise en service est prévue pour 2026.
En 2024, la société Appenzeller Bahnen et la société Stadler Rail testeront durant deux ans, sur l'ancien matériel, le système d'avertissement de collision Stadler NOVA Smartsense, un système conçu pour détecter les obstacles sur la voie et de déclencher automatiquement le freinage des trains. Le système devrait fonctionner lors de la mise en service de la nouvelle voie ferrée en 2027.

## Matériel roulant
En 2020, la compagnie a fait démolir ses anciennes motrices BDe 4/4 No 46 et 47 qui dataient de 1968 ainsi que la BDe 4/4 7 de 1957. Cette dernière, démolie le 16 décembre 2020, était installée comme restaurant à la gare de Wasserauen depuis le 11 avril 2018.
Le parc de traction se composait donc principalement d'une locomotive Ge 4/4 de Stadler/SLM/ABB livrée en 1994. Des automotrices Be 4/8, 31-35, livrées entre 2004 et 2008, vendues à TransN en 2020, BDeh 4/4, 11 - 17, livrées entre 1981 et 1993, BDe 4/4 II, 41 - 45, livrées entre 1986 et 1993.
En 2014, la compagnie commande sept rames Stadler Tango pour un montant de 60 millions de Francs Suisse et une livraison estimée à 2017.
Le 27 février 2019, Stadler Rail livre son 11e et dernier Tango (ABe 8/12) et la compagnie ayant modernisé son parc de véhicules, a revendu son ancien matériel. En 2023, un des wagons ABt 142 mise en service en 1982, a été vendue à des particuliers à Colmar, pour être transformée en bar et lieu culturel. 
Le 17 décembre 2019, la société Stadler Rail livre à la compagnie AB, deux locomotives bi-mode Gem 2/2, numérotées 1095 Möckly et 1096 Speckly, équipée d'un moteur diesel huit cylindre de Mercedes et d'un moteur électrique à traction Traktionssysteme Austria (TSA). Ces deux locomotives peuvent être télécommandées donc sans personne à bord. Les locomotives sont affectées à l‘infrastructure et sont utilisées pour les chantiers de construction.